# ورم المنسجات
ورم المنسجات (بالإنجليزية: histiocytoma)‏؛ هو ورم يتكون من كثرة المنسجات .  وهو المصطلح الطبي الذي يطلق على نوع من الخلايا التي تشكل جزءًا من نظام البلعمة أحادي النواة، وهو جزء من الجهاز المناعي للجسم يتكون من خلايا بلعمية ، تعتبر المسؤولة عن ابتلاع جزيئات صلبة بواسطة غشاء الخلية لتكوين بلعوم داخلي بواسطة البلعمة والبروتستات .
ويظهر ورم المنسجات في نوعين الأول منها ليفي حميد والآخر خبيث وتشمل:
- الساركوما الليفية المخاطية (MFS) وهي أحد أنواع السرطان؛ يصيب الأشخاص الذين تتراوح أعمارهم بين 50 و70 عامًا؛ ويظهر عادة ككتلة بطيئة النمو وغير مؤلمة على منطقة الساق أو الذراع.[3]
- كثرة المنسجات الليفي الحميدة
- الساركوما المتعددة الأشكال غير مميزة
- كثرة المنسجات الخبيثة عند الكلاب (سرطان الكلاب) [الإنجليزية]